# Charentilly
Charentilly település Franciaországban, Indre-et-Loire megyében. Lakosainak száma 1385 fő (2022. január 1.). Charentilly Fondettes, La Membrolle-sur-Choisille, Mettray, Saint-Antoine-du-Rocher, Saint-Roch és Semblançay községekkel határos.

## Népesség
A település népességének változása:
| Lakosok száma | 443  | 641  | 855  | 1030 | 1202 | 1275 | 1257 | 1306 | 1318 | 1385 |
|               | 1968 | 1982 | 1990 | 2006 | 2013 | 2015 | 2017 | 2019 | 2020 | 2022 |